# Bennewitz (Saksonia)
Bennewitz – miejscowość i gmina w Niemczech, w kraju związkowym Saksonia, w okręgu administracyjnym Lipsk, w powiecie Lipsk (do 31 lipca 2008 w powiecie Leipziger Land).

## Toponimia
Nazwa miejscowości ma pochodzenie słowiańskie, odosobowe, od starołużyckiego Benovici oznaczającego „gród Benedykta”.

## Podział administracyjny
W skład gminy wchodzą następujące dzielnice:
- Altenbach
- Bach
- Bennewitz
- Deuben
- Grubnitz
- Leulitz
- Nepperwitz
- Neuweißenborn
- Pausitz
- Rother
- Schmölen
- Zeititz